# Ezec Le Floc’h
Ezec Le Floc’h (* 13. Februar 1970 in Nantes) ist ein französischer Zirkuskünstler.
1989 bis 1994 besucht er die l’école supérieure des arts du cirque de Chalons en Champagne (Zirkushochschule) und arbeitet im Anschluss bei Cirque Nu und der Kompagnie von Jérôme Thomas. 1996 gründet er seine eigene Gruppe und entwickelt sein erstes, auf Jonglage mit Kegeln beruhende Stück Un. Diese Form, mit Mitteln der Artistik eine dramaturgisch konsequente und erzählende Stücke zu bauen, wird wesentlich von ihm mit entwickelt. 1999 organisiert Le Floc'h einen Workshop mit 10 weiteren Zirkusartisten, aus dem ein Stück entwickelt wird (Au pire on fait ce qu’on a de meilleur). Seitdem arbeitet er wiederholt mit anderen Artisten zusammen und zeigt seine Stücke international. Solitude meublée war 2007 zum Fringe Festival der Ruhrfestspiele Recklinghausen eingeladen.
Ezec Le Floc’h lebt in Paris.

## Stücke
- Numéro de bilboquet (1994)
- Un (1996)
- La valise (1996)
- Duo JE (1997)
- Deux (1998)
- Trois (2000)
- Monuments Cirque  (2002)
- Traces (2003. Stück für eine Opernsängerin)
- Keloune (2004)
- Les Clowns de Slumberland (2005)
- Trampo (2005)
- Solitude meublée (2006 zusammen mit Christelle Herrscher als Darstellerin)
- Impro-Ethik (2012)
- Duo-Ethik (2014)
- Pitchoun'Ethik (2016)
- The Chair (2017)